# ヤヌス・シドウォ
ヤヌス・シドウォ（ポーランド語: Janusz Jan Sidło、1933年6月19日 - 1993年8月2日）は、ポーランドの陸上競技選手。1956年メルボルンオリンピックの銀メダリストである。

## 経歴
シドウォは、1948年にソ連の女子陸上選手のアレクサンドラ・チュジナがやり投で44mを投げたということを聞きやり投に興味を持った。当時15歳のシドウォは男子の規格のやりでもこの距離を超えることができると思い挑戦したところ約46mも投げることができたという。
シドウォの最初のオリンピックとなった1952年ヘルシンキオリンピックでは62m16で予選敗退に終わった。翌年シドウォは大いに自己ベストを伸ばす。シドウォのベストはかろうじて70mに届かない程度であったが、1953年10月に行われたポーランドと東ドイツの対抗戦において、第2投で77m52のビッグスローを見せる。シドウォはこの投てきでこの日の競技を終了した。しかし、カメラマンの求めによりおまけでもう1投行ったところ80m41と世界記録に26cmまで迫る投てきを行った。そして、翌1954年のベルンで行われたヨーロッパ選手権で優勝を果たすまでに成長した。
シドウォは1956年6月に自身唯一となる世界新記録83m66を達成し、11月に開催されるメルボルンオリンピックの金メダル候補に挙げられていた。オリンピックの決勝では、シドウォは79m98の投てきを見せていたが、ノルウェーのエギル・ダニエルセンが85m71と、シドウォの世界記録を破り金メダルを獲得した。シドウォは銀メダルにとどまった。ダニエルセンは世界記録の投てきに次ぐ2番目の記録が72m60であった。シドウォはダニエルセンのラッキースローの前に敗れた。しかし、2年後の1958年のヨーロッパ選手権では、シドウォはメルボルンの雪辱を果たし、ダニエルセンを抑えて2連覇を達成した。
1960年、金メダルを狙ったローマオリンピックでは、85m14と世界記録に肉薄する投てきで予選を通過した。しかし、決勝では他の選手が投げたやりがシドウォの顔に突き刺さりそうになるという事故が発生し、そのショックからか、8位と惨敗してしまった。
シドウォは4度目のオリンピックとなる1964年東京オリンピックと5度目のオリンピックとなる1968年メキシコシティーオリンピックにも出場した。ともに80mを超える投てきを見せたがメダル獲得はならなかった。
シドウォはその後、1973年まで競技を続けた。長い現役生活の中で、世界記録を1度、ポーランド記録を7度樹立する実績を残した。ポーランド選手権を14回制覇し、80mを超える投てきは150回に達した。現役引退後はコーチを務めていたが、心臓に不安を抱え、また肺に水がたまる病に亡くなるまで悩まされた。

## 主な実績
| 年   | 大会                 | 場所                         | 種目   | 結果 | 記録  |
| ---- | -------------------- | ---------------------------- | ------ | ---- | ----- |
| 1952 | オリンピック         | ヘルシンキ(フィンランド)     | やり投 | -    | 62m16 |
| 1954 | ヨーロッパ陸上選手権 | ベルン(スイス)               | やり投 | 1位  | 76m35 |
| 1956 | オリンピック         | メルボルン(オーストラリア)   | やり投 | 2位  | 79m98 |
| 1958 | ヨーロッパ陸上選手権 | ストックホルム(スウェーデン) | やり投 | 1位  | 80m18 |
| 1960 | オリンピック         | ローマ(イタリア)             | やり投 | 8位  | 76m46 |
| 1964 | オリンピック         | 東京(日本)                   | やり投 | 4位  | 80m17 |
| 1966 | ヨーロッパ陸上選手権 | ブダペスト(ハンガリー)       | やり投 | 7位  | 78m86 |
| 1968 | オリンピック         | メキシコシティ(メキシコ)     | やり投 | 7位  | 80m58 |
| 1969 | ヨーロッパ陸上選手権 | アテネ(ギリシャ)             | やり投 | 3位  | 82m90 |